# Paul Coopmans
Paul Coopmans (* 7. Juni 1962; † 1. Januar 2007 in Herentals) war ein belgischer Feldornithologe, Bioakustiker und Leiter von Vogelerkundungstouren. Sein Forschungsschwerpunkt war die Avifauna Ecuadors.

## Leben
Nach einem Biologiestudium in Antwerpen, das er 1984 mit einer Baccalauréat-Arbeit über die Kohlmeise abschloss, arbeitete Coopmans für ein Jahr in Gent in der Umweltsanierung. 1985 erhielt er von einem Ökotourismusunternehmen die Gelegenheit Vogelerkundungstouren in Ecuador durchzuführen. Da er gut Spanisch konnte, wurde er aus über 100 Bewerbern als einer von fünf Kandidaten ausgewählt, die Naturliebhaber auf Kreuzfahrtschiffen auf und um die Galapagosinseln begleiten konnten. Zwei Jahre lang fungierte er dort als Reiseleiter. Nach 1986 setzte er seine Erkundungen im Amazonasbecken im Osten Ecuadors fort und ließ sich Ende der 1980er Jahre schließlich in der Hauptstadt Quito nieder.
Coopmans war ein Autodidakt; er lernte aus Büchern, Zeitschriften und Feldführern und allmählich brachte ihm sein Wissen über die südamerikanischen Vögel auch in ornithologischen Fachkreisen einen wachsenden Ruf ein. Er begann sich intensiv mit der Erforschung von Vogelstimmen zu beschäftigen, vor allem, als er ab 1989 sehr anspruchsvolle Aufnahmegeräte einsetzen konnte, die er vom renommierten Cornell Laboratory of Ornithology in New York erworben hatte. Coopmans war eine Weile Tourleiter beim US-amerikanischen Ökotourismusunternehmen Victor Emmanuel, 1990 wechselte er zum britischen Unternehmen Birdquest. In den darauffolgenden 15 Jahren leitete er mehr als 70 Natur- und Vogelerkundungstouren, die meisten davon in südamerikanischen Ländern.
Im Juni 1992 zeichnete Paul Coopmans die Lautäußerungen einer Tyrannenart in der Nähe von Zamora in einer Höhenlage von ca. 1000 m im Südosten Ecuadors auf. Er konnte die Vokalisierungen keiner Spezies zuordnen, die er kannte. 1994 hatte er die Lautäußerungen mit allen ähnlichen Arten verglichen und war überzeugt, dass die Vögel aus Zamora eine unbekannte Art repräsentieren. Im Jahr 2000 erfolgte schließlich die wissenschaftliche Erstbeschreibung als Myiopagis olallai durch Coopmans und seinem Kollegen Niels Krabbe. 1994 nahmen Coopmans und Peter Boesman erstmals den Ruf einer unbekannten Kreischeulenart aus der Sierra Nevada de Santa Marta in Kolumbien auf, die 2017 von Niels Krabbe als Megascops gilesi erstbeschrieben wurde. 2001 wirkte Coopmans am Buch The Birds of Ecuador: Status, Distribution and Taxonomy von Robert S. Ridgely, Mark B. Robbins und Paul J. Greenfield mit, das zu den Standardwerken der Avifauna Ecuadors zählt. Im selben Jahr konnte er anhand seiner bioakustischen Studien nachweisen, dass Scytalopus unicolor nicht eine Art, sondern drei Arten repräsentiert. Daher wurden die ehemaligen Unterarten Scytalopus unicolor parvirostris und Scytalopus unicolor latrans in den Artstatus erhoben. Im Jahr 2003 beschrieb Coopmans gemeinsam mit Paul Salaman, Steven L. Hilty und Thomas M. Donegan den Negretzaunkönig (Henicorhina negreti) aus Kolumbien.
Zu Coopmans’ wichtigsten Werken zählen Audio-CDs mit Vogelstimmen aus Ecuador, die in Zusammenarbeit mit anderen Bioakustikern veröffentlicht wurden, darunter The Birds of Northwest Ecuador Volume 1: The Upper Foothills and Subtropics (1999), Birds of The Ecuadorian Highlands: The Upper Montane and Paramo Zones of Ecuador (2001), The Birds of Northwest Ecuador Volume 2: The Lowlands and the Lower Foothills (2002), The Birds of Southwest Ecuador (2004) sowie The Birds of Eastern Ecuador, Volume 1: The Foothills and Lower Subtropics (2005). Insgesamt zeichnete Coopmans die Lautäußerungen von 600 Vogelarten auf.
Paul Coopmans war Mitglied im IOC Standing Committee on English Names, das für die englischen Trivialnamen in der World Bird List des International Ornithological Congress zuständig ist.
Coopmans war mit einer Ecuadorianerin verheiratet und hatte zwei Söhne. Er starb am 1. Januar 2007 an den Folgen eines Krebsleidens.

## Dedikationsnamen

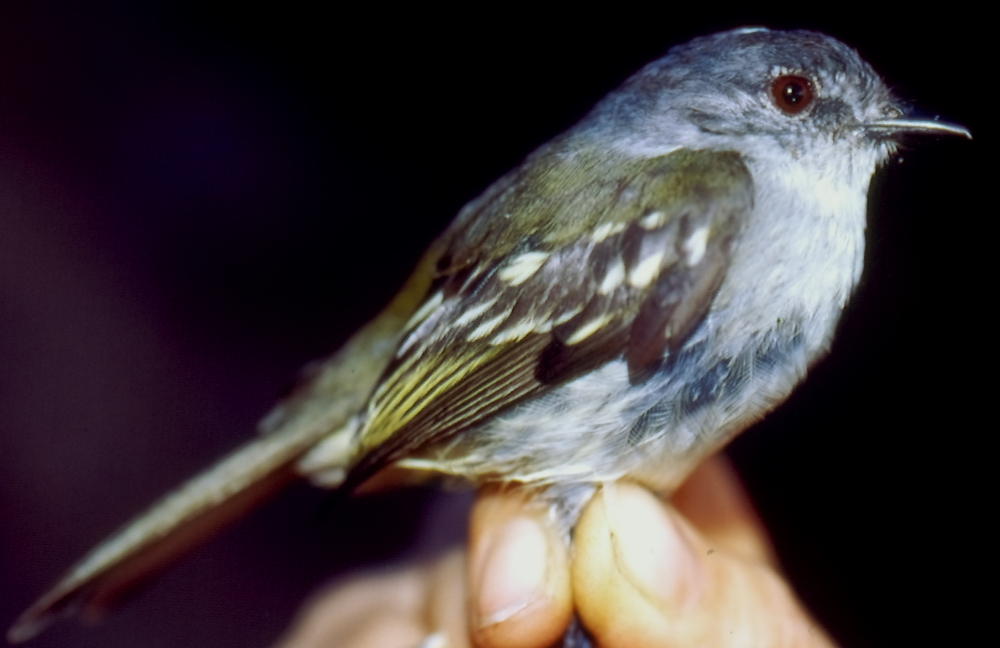
Myiopagis olallai coopmansi ist eine Unterart des Vorgebirgs-Olivtyranns aus dem kolumbianischen Departamento de Antioquia.

2014 wurde die Unterart Myiopagis olallai coopmansi des Vorgebirgs-Olivtyranns nach Coopmans benannt. 2015 erhielt der Braunrücken-Olivtyrann (Elaenia brachyptera), der 1907 von Hans von Berlepsch als Unterart des Grauwangen-Olivtyranns (Elaenia chiriquensis) beschrieben wurde, Coopmans zu Ehren den englischen Trivialnamen Coopmans’s Eleania. Die Unterart Zimmerius chrysops minimus des Goldgesicht-Kleintyranns hat den englischen Trivialnamen Coopmans’s Tyrannulet.